# مدیسون (فلوریدا)
مدیسون (به انگلیسی: Madison) شهری در شهرستان مدیسون ایالت فلوریدا است که در سال ۱۹۴۵ بنیان‌گذاری شده‌است. این شهر طبق سرشماری سال ۲۰۱۰ میلادی، ۲٬۸۴۳ نفر جمعیت داشته و مساحت آن نیز ۶٫۷ کیلومتر مربع است.